# Jeremiah Burroughs
Jeremiah Burroughs (Burroughes N. 1600 - Londres, 13 de novembro 1646) foi um Congregationalista Inglês e um conhecido pregador puritano.

## Biografia
Atuou como pastor em Stepney e Cripplegate, em Londres. Ele era um membro da Assembléia de Westminster, e um dos poucos que se opôs a maioria Presbiteriana. Enquanto um dos mais distinguidos dos Independentes Inglês, ele foi um dos mais moderados, agindo sempre de acordo com o lema em sua porta de estudo (em latim e grego): "varietas Opinionum et opinantium ασυστατα unitas non sunt" ("Diferença de crença e de unidade dos crentes não são incompatíveis").

## Publicações
Burroughs publicou varios livros, um dos mais importantes sendo Exposição Um com práticas Observações sobre a Profecia de Oséias (4 vols., Londres, 1643-57), que, junto com vários outros trabalhos, foi recentemente reeditado:
- Comentário sobre a Profecia de Oséias (ISBN 1-877611-03-4)
- A jóia rara do Contentamento cristão (ISBN 1-878442-28-7 e ISBN 0-85151-091-4)
- Aprender a ser feliz (ISBN 0-946462-16-X)
- O Mal dos males: a imensa malignidade do pecado (ISBN 1-877611-48-4)
- Esperança (ISBN 1-57358-171-2)
- Um tratado sobre a área da mente (ISBN 1-877611-38-7)
- A Excelência de um Espírito Clemente entregue em um tratado sobre Números 14:24 (ISBN 1-57358-024-4)
- Irenicum: cura de divisões entre o Povo de Deus (ISBN 1-57358-058-9)
- A felicidade do santo: Sermões sobre as Bem-aventuranças (ISBN 99906-44-66-7 e ISBN 1-877611-00-X)
- Tesouro do Santo: Sermões Sendo diversos pregado em Londres (ISBN 1-877611-30-1)
- Adoração Evangélica, ou, a maneira correta de santificar o Nome de Deus (ISBN 1-877611-12-3)
- Medo do Evangelho (ISBN 1-877611-31-X)
- Evangelho da Conversação (ISBN 1-877611-91-3)
- Gospel Apocalipse (ISBN 1-56769-069-6)
- Evangelho Remissão (ISBN 1-57358-014-7)
- Evangelho de reconciliação, ou, Trompete Cristo da Paz para o Mundo (ISBN 1-57358-042-2)

## Referencias
- Este artigo inclui o conteúdo derivado do Schaff-Herzog Encyclopedia of Religious Knowledge, 1914, que é de domínio público.